# Chiesa di San Francesco d'Assisi (Campli)
La chiesa di San Francesco d'Assisi con ex convento, è un edificio religioso di Campli, provincia di Teramo. Nel 1902 è stato dichiarato Monumento nazionale.

## Storia
La tradizione vuole che la chiesa sia stata eretta a Campli immediatamente dopo la morte di San Francesco d'Assisi, in ricordo del passaggio del santo in paese. La chiesa è sicuramente stata eretta nel periodo della fondazione del complesso dei Francescani a Teramo, oggi chiesa di Sant'Antonio di Padova, sorta nel 1227. Il portale di Campli, come quello di Teramo, è infatti romanico, con le stesse caratteristiche decorative, quello di Campli però ha una maggiore profusione di ornamenti, sulla lunetta si trova un affresco restaurato nel 1999, opera di Giacomo da Campli. Il convento ebbe vita sino al 1806 e al 1867, quando le leggi napoleoniche e piemontesi lo soppressero. Dopo un periodo di abbandono, nella seconda metà del Novecento questo convento ospita permanentemente una sezione distaccata dall'Aquila de il Museo archeologico Nazionale dell'Abruzzo

## Architettura

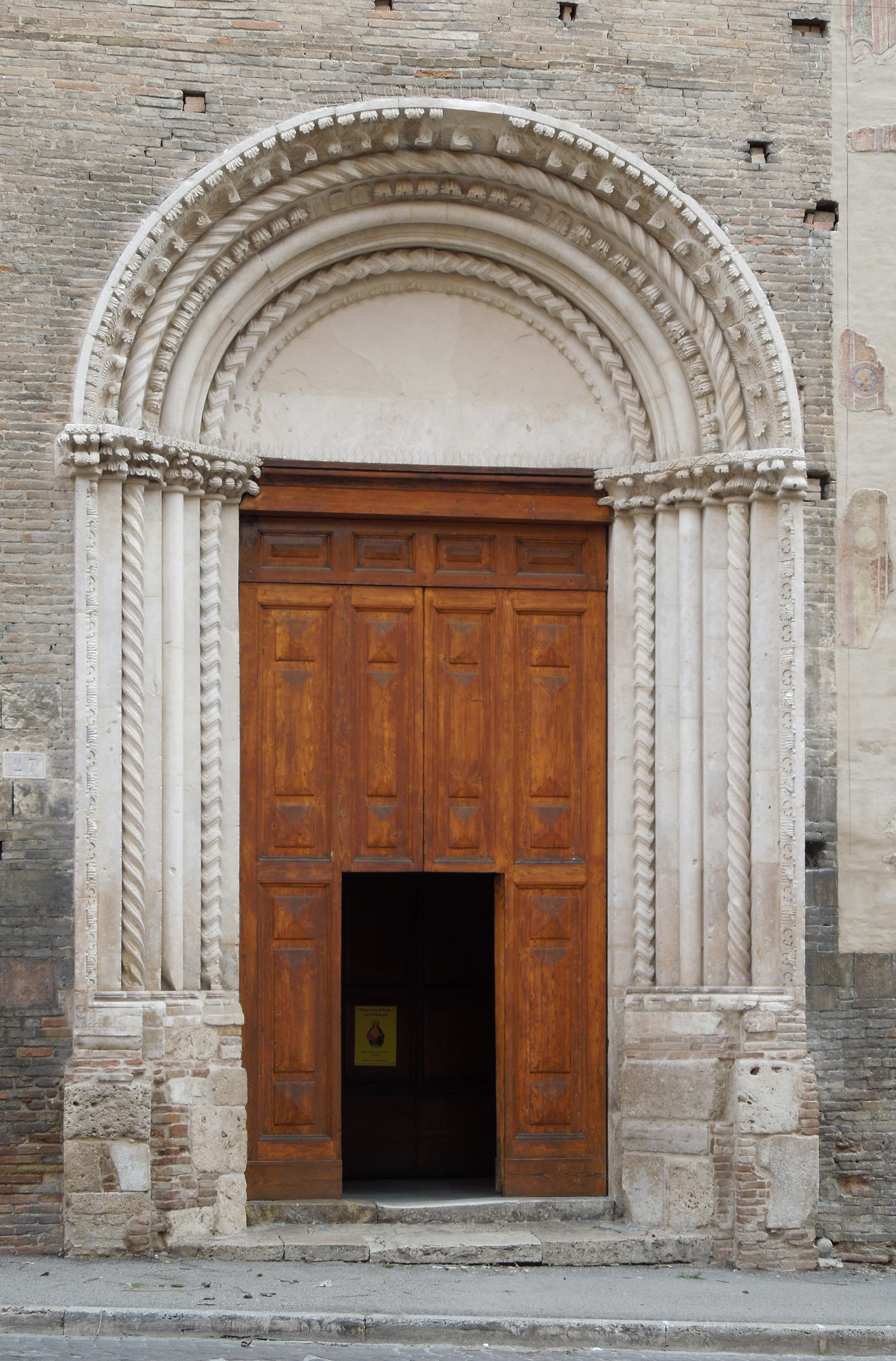
Portale della chiesa di Sant'Antonio di Padova a Teramo, coevo di quello di Campli

Nonostante nel corso dei secoli, il convento abbia subito vari rifacimenti, rimane particolare e ben conservato l'impianto medievale, visibile soprattutto all'esterno: in età barocca le strutture della chiesa rimasero pressoché inalterate, tranne alcuni aggiustamenti, e la costruzione di nuovi altari, rimossi nei restauri del 1968 di Moretti, ad accezione dell'Altare dell'Ascensione. Lo storico locale Niccola Palma parla della presenza della chiesa già nel 1306, anno in cui il vescovo di Teramo Rainaldo d'Acquaviva concedette 40 giorni d'indulgenza a chiunque si fosse confessato nel convento camplese. La facciata romanica presenta una semplice terminazione a timpano, inquadrata da due sporgenti contrafforti laterali, una cornice marcapiano separa gli spazi dove si trovano il rosone, frutto del restauro degli anni '60, e l'unico portale romanico centrale, con basamento mutilo. Il portale presenta nella strombatura degli stipiti alternanza di pilastri e colonnine terminanti a capitelli fogliati, nell'archivolto il decoro si arricchisce di volti umani e animali, cosa non presente nel portale di Sant'Antonio di Padova a Teramo.
I fianchi laterali della chiesa hanno finestre a tutto sesto romaniche, il campanile rettangolare è una ricostruzione del primo Novecento dell'originale, demolito perché pericolante, tuttavia mostra abbastanza fedelmente le linee gotiche sobrie dell'Abruzzo trecentesco, come le arcate a sesto acuto, e si rifà molto alla torre campanaria di Sant'Antonio di Teramo. All'interno della chiesa è riprodotto lo schema della chiesa-fienile tanto caro alla corrente dei Francescani, che trova largo utilizzo nell'Abruzzo: l'aula è illuminata da alte e sottili monofore trilobate, coperta da capriate lignee a vista, e procede verso l'arco trionfale del presbiterio, a sesto acuto, e termina nel coro quadrato della volta a crociera con i costoloni. A caratterizzare la chiesa sono le due cappelle che fiancheggiano il portale, costituite a volta a crociera, con i costoloni poggianti su peducci, decorate da un ciclo di affreschi; altre opere di pregio sono il Crocifisso dipinto su tavola del primo Trecento, e le tavole di un perduto polittico della Madonna del Latte tra Santi, opera del 1510 di Nicola Filotesio di Amatrice.

## Museo civico archeologico nazionale
Si trova nell'ex convento, allestito nel 1989 dopo campagne di scavi iniziate nel 1967. Si tratta della sezione di staccata del Museo Nazionale dell'Aquila, ed è accessibile dal trecentesco portale a sesto acuto del convento. Il percorso espositivo illustra l'evoluzione del rito funerario della popolazione locale dei Pretuzi, d'epoca italico-romana. Nella prima sala "Campovalano prima degli italici" viene mostrata la vita quotidiana dei villaggi nel corso dell'età del Bronzo, in particolare nei secoli XIV-XIII secolo a.C., è ricostruita una tomba di bambina del IX secolo a.C., rinvenuta in località Coccioli. Le sale successive sono dedicate alla necropoli di contrada Campovalano, con esposizione di corredi e ricostruzioni che mostrano l'evoluzione del rito funebre dei Pretuzi; è allestita anche una sala dedicata ai frammenti ossei rinvenuti nella necropoli, con le analisi scientifiche che mostrano le patologie di alcuni defunti, informazioni sul sesso, età, e cause rigor mortis.